# 雪城大学法学院
雪城大学法学院（英語：Syracuse University College of Law）是一所自1895年起在美国纽约州雪城创设的法学院，附属于雪城大学。
该学院在《美国新闻与世界报道》的法学院排名中排名111名。该院2012年开始提供法律硕士学位。
乔·拜登从该院取得法律博士学位。